# Emerald Group Publishing
Emerald Publishing Limited es una editorial académica de revistas y libros académicos en los campos de administración, negocios, educación, estudios bibliotecarios, salud e ingeniería. Fue fundada en el Reino Unido en 1967 y tiene su sede en Bingley anteriormente conocida como MCB UP Ltd. El editor cambió su nombre a Emerald en 2002 tras el éxito de su base de datos Emerald Fulltext.
En 2007, Emerald adquirió un programa de publicaciones seriadas, series y monografías de libros sobre administración y ciencias sociales de Elsevier .
La adquisición de Pier Professional Limited, editorial de salud y social, tuvo lugar en 2011.
En junio de 2015, se anunció la adquisición de GoodPractice por parte de Emerald. GoodPractice es un proveedor de herramientas de apoyo para líderes y gerentes senior.
En 2017, Emerald se convirtió en el patrocinador principal del Headingley Stadium y pasó a llamarse Emerald Headingley. Como parte del acuerdo, el nuevo stand principal se denominó The Emerald Stand.
En 2018, Vicky Williams fue nombrada directora ejecutiva de Emerald Publishing.